# Boswednack
Boswednack – wieś w Anglii, w Kornwalii. Leży 9 km na północny zachód od miasta Penzance i 411 km na zachód od Londynu.